# Compass Group
Compass Group PLC ist ein börsennotiertes Catering- und Facilitymanagement-Unternehmen mit Sitz in Chertsey. Mit jährlich 4 Milliarden produzierten Mahlzeiten ist der Konzern der größte Cateringanbieter weltweit. Compass bietet seine Dienste für private Unternehmen, Krankenhäuser, Schulen und vergleichbare Einrichtungen an und ist in rund 50 Ländern vertreten.

## Geschichte
Das Unternehmen hat seine Ursprünge im 1941 als Factory Canteens Ltd. gegründeten und später als Bateman Catering umbenannten Unternehmen. Als Bateman Catering erlangte der Betrieb Bekanntheit und wurde 1967 vom Mischkonzern Grand Metropolitan übernommen. 1987 wurde das Unternehmen dann in Compass umbenannt, nachdem die Unternehmensleitung den Bereich Catering von Grand Metropolitan (heute Teil von Diageo) im Rahmen eines Management-Buy-outs erworben hatte.
Im folgenden Jahr, 1988, wurde die Compass Group dann an der Londoner Börse notiert. Eurest, eine der US-Tochtergesellschaften des Unternehmens, wurde 1996 in den Vereinigten Staaten gegründet, um lokalen, regionalen und nationalen Unternehmen in den Geschäfts- und Industriemärkten Gastronomiedienstleistungen anzubieten, darunter Mitarbeiterrestaurants, Vor-Ort-Catering, Verkaufsautomaten, Executive Dining, und andere Dienstleistungen.
Die Compass Group kaufte Morrison Management Specialists und fusionierte dann mit Granada im Rahmen einer geplanten Strategie zur Trennung der Medien- und Gastronomieinteressen von Granada. Die beiden Unternehmen trennten sich im Februar 2001 jedoch wieder und so entstanden die heutige Compass plc und Granada Media. Bis 2005 entwickelte sich Compass zum weltweit größte Catering-Unternehmen.
Im April 2006 verkaufte die Compass Group ihre Straßen- und Reiseverpflegungsgeschäfte für insgesamt 1,82 Milliarden Pfund. Die Transaktion beinhaltete den Verkauf von 43 Moto-Autobahnraststätten an die australische Macquarie Bank für geschätzte 600 Millionen Pfund. Das Reisekonzessionsgeschäft Select Service Partners (SSP) von Compass wurde für geschätzte 1,2 Milliarden Pfund an Unternehmen verkauft, die von der Private-Equity-Gesellschaft EQT Partners kontrolliert werden.
Compass Group PLC tätigte 2009 weitere Akquisitionen, darunter Kimco in den USA und Plural in Deutschland.
Im Juni 2019 gab die Compass Group bekannt, dass sie eine Vereinbarung mit der finnischen Fazer Group, einem internationalen FMCG-Unternehmen in Familienbesitz und Direktvertriebsgruppe, zur Übernahme von Fazer Food Services unterzeichnet hat. 2024 gab das Unternehmen ein starkes Gewinnwachstum bekannt, was nach Angaben von Compass auch mit der zunehmenden Rückkehr von Arbeitnehmern aus dem Home Office in die Firmenkantinen zusammenhinge.

## Unternehmen
Ende 2018 beschäftigte die Compass Group über 550.000 Mitarbeiter weltweit, 2023 war die Anzahl auf rund 562.000 Mitarbeitende angewachsen. Im selben Jahr erwirtschaftete die Unternehmensgruppe einen Umsatz von rund 31 Mrd. Pfund.

### Compass Group Deutschland
Die Compass Group Deutschland mit Sitz im Gewerbegebiet Ost in Eschborn bei Frankfurt am Main beschäftigte 2016 nach eigenen Angaben 15.000 Mitarbeiter.

### Unternehmensmarken
Zur Compass Group gehören folgende Marken und Geschäfte: Bon Appétit, Caffè Dallucci, Chartwells, Create Host Services, Crothall, Eurest, Eurest Support Services (ESS), Eurest Sports & Food, Everson Hewett, FLIK, Harry Ramsden's, Höchst Service Gastronomie GmbH, Keith Prowse, Leith’s, Leonardi, LPS Event Catering, Levy Restaurants, Medirest, Milburns, Morrison, Moto Hospitality, Patina Group, Pumpkin, Restaurant Associates, Scolarest, Tastte!, Wolfgang Puck. Im November 2023 hat die Compass Group einen der führenden deutschen Cook & Freeze Anbieter Hofmanns erworben.

## Sonstige Aktivitäten
2018 rief der US-amerikanische Ableger den 27. April zum "Stop Foodwaste-Day" aus; 2019 plante ein Bündnis mehrerer entsprechender US-Organisationen den 24. April entsprechend weltweit zu begehen.